# Gonomyia (Gonomyia) colei
Gonomyia (Gonomyia) colei is een tweevleugelige uit de familie steltmuggen (Limoniidae). De soort komt voor in het Nearctisch gebied.
De wetenschappelijke naam voor de soort werd voor het eerst gepubliceerd in 1966 door Charles Paul Alexander.